# Hemaris diffinis
Hemaris diffinis  (лат.) — вид бабочек рода шмелевидки из семейства Бражники (подсемейство Macroglossinae). Канада и США. Встречаются от Флориды и южной Калифорнии до канадских Северо-Западных территорий и Британской Колумбии.

## Описание
Размах крыльев около 3—5 см. Грудь покрыта желтовато-золотистыми волосками. Тергиты брюшка со спинной стороны чёрные, кроме одного-двух жёлтых предпоследних абдоминальных сегментов. Внешне напоминают шмелей (брюшко сверху пушистое, усики веретеновидные). Крылья коричневатые.  Пьют нектар не садясь на цветки, а зависают возле них в воздухе.
Встречаются в разнообразных биотопах от полей и лесов до пригородных садов. Гусеницы питаются на растениях родов жимолость (Lonicera), калина (Viburnum), боярышник, снежноягодник, вишня, слива. Окукливание происходит в подстилочном слое на земле. Вид был впервые описан в 1836 году французским энтомологом Жаном Батистом Альфонсом де Буадювалем под названием Macroglossa diffinis Boisduval, 1836
.

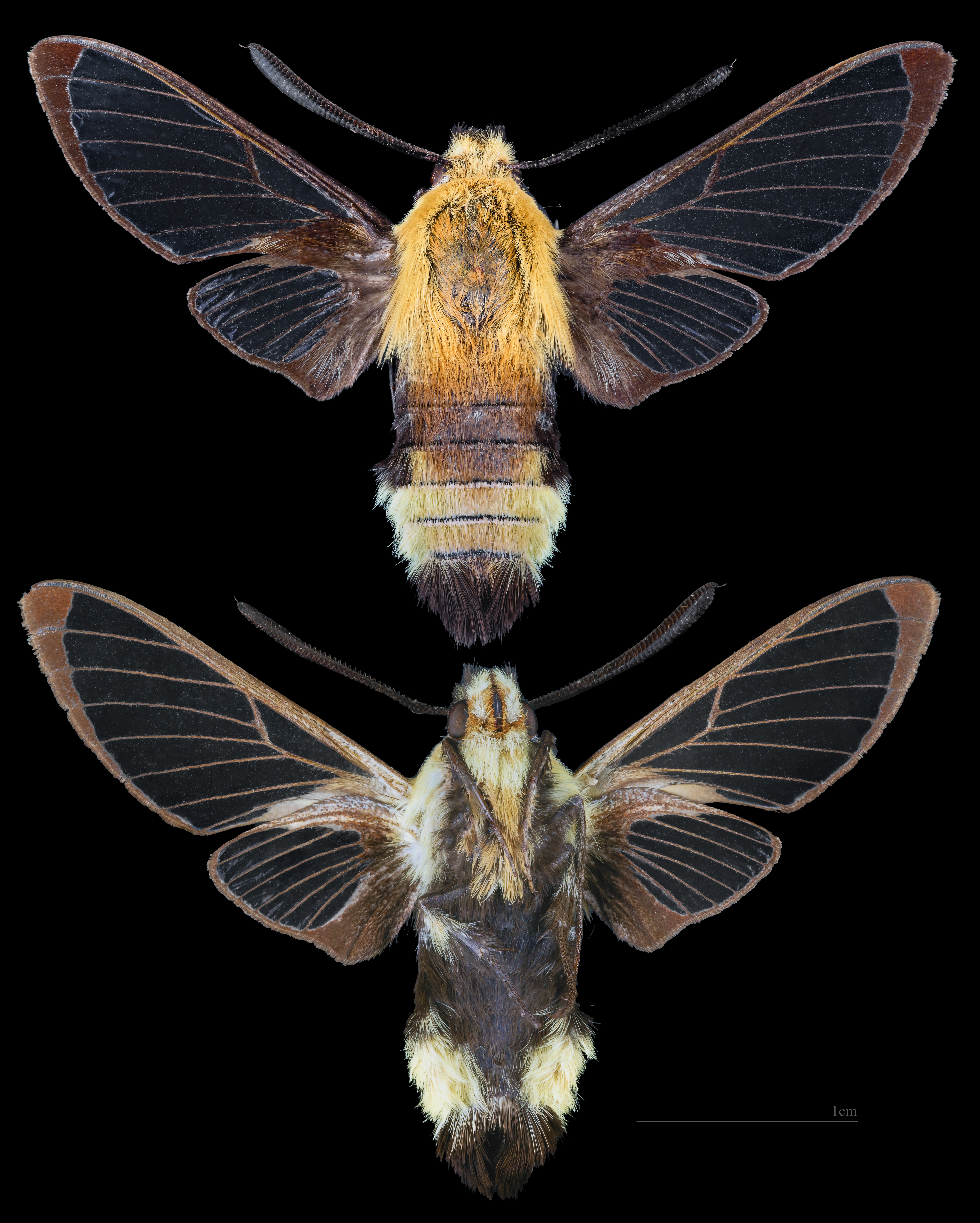
Hemaris diffinis ♂
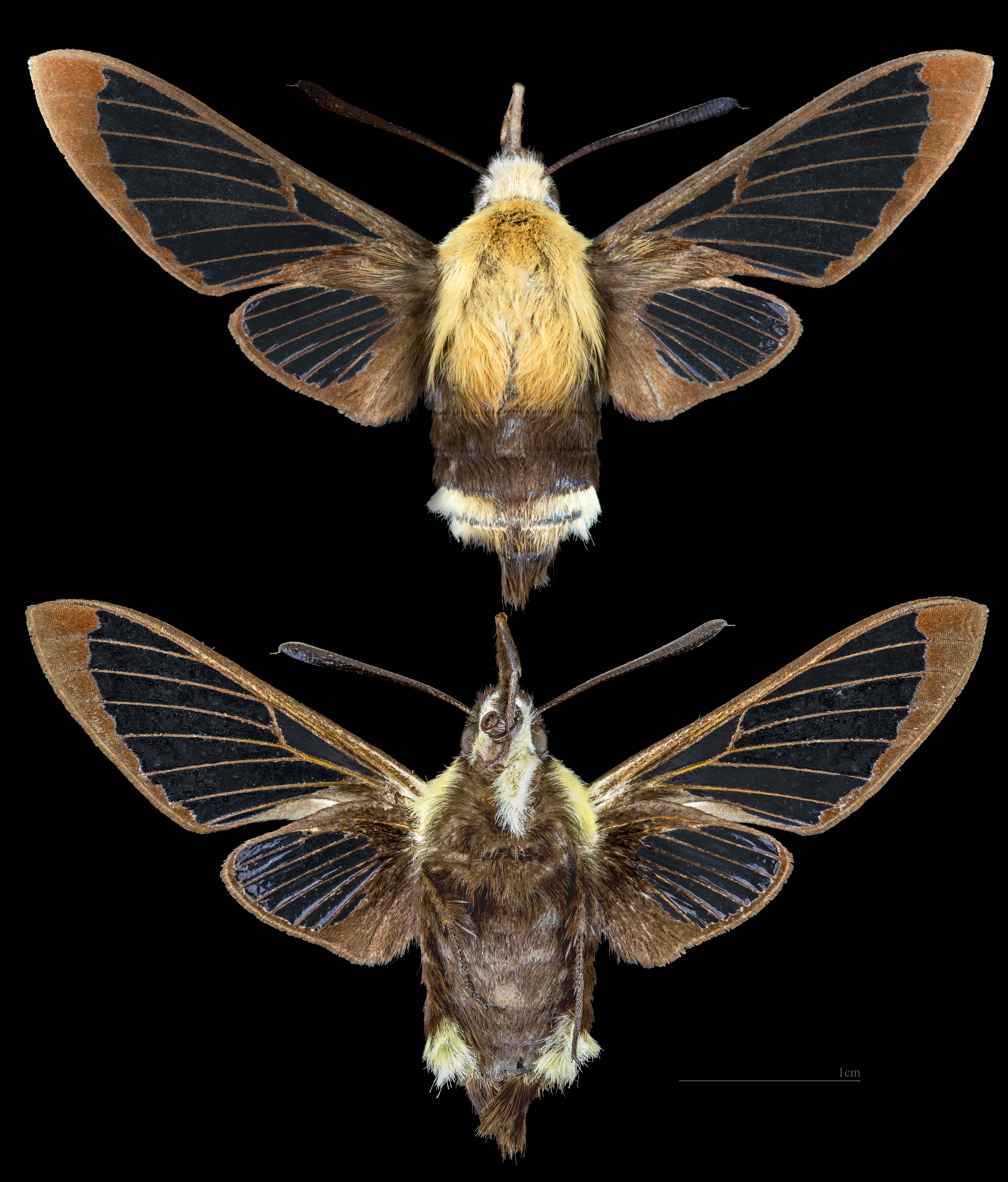
Hemaris diffinis  ♀
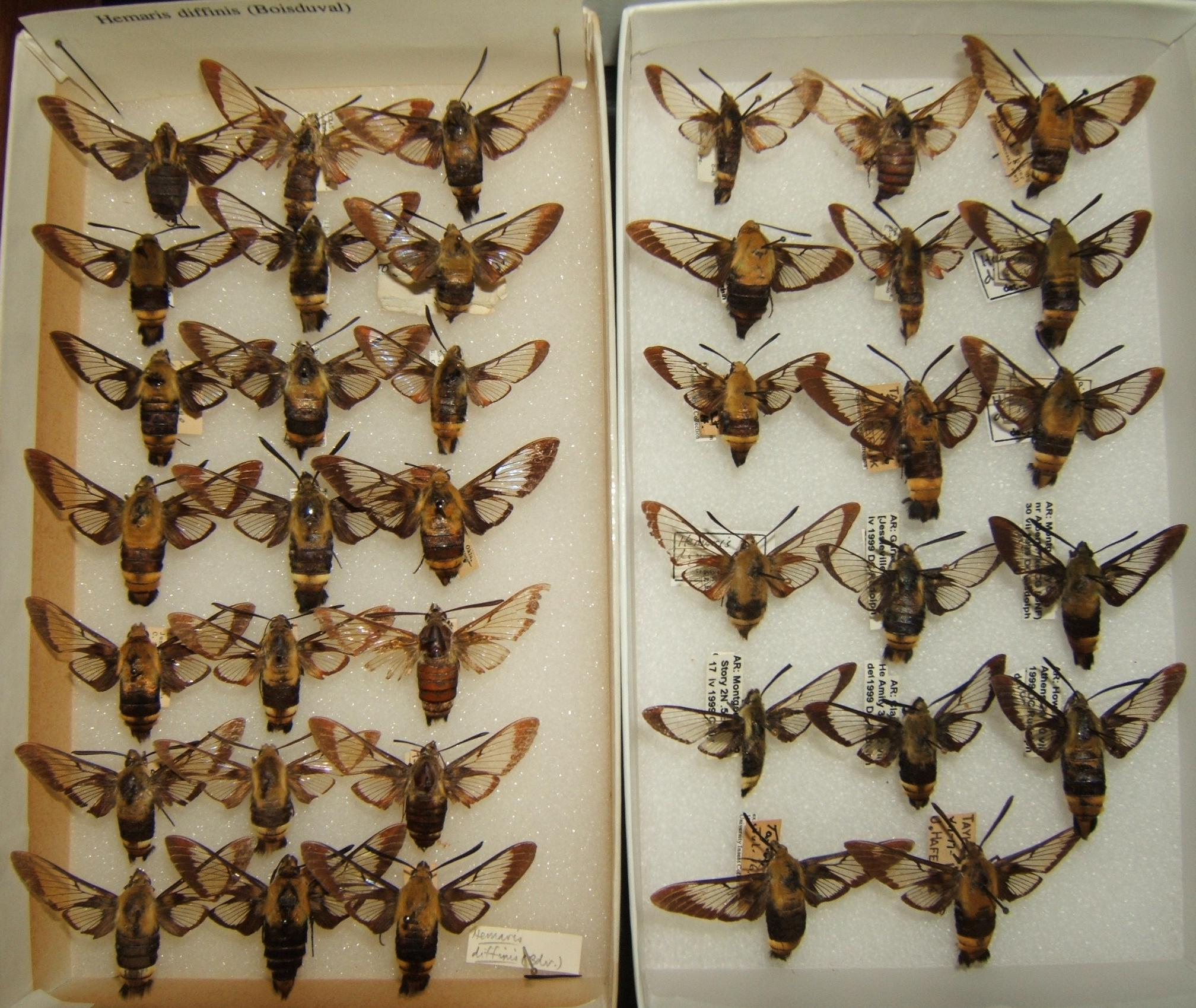
Hemaris diffinis
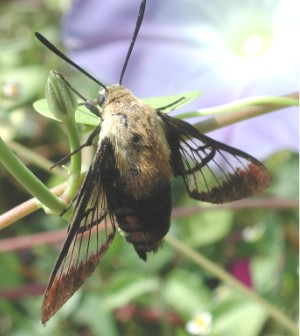
Hemaris diffinis
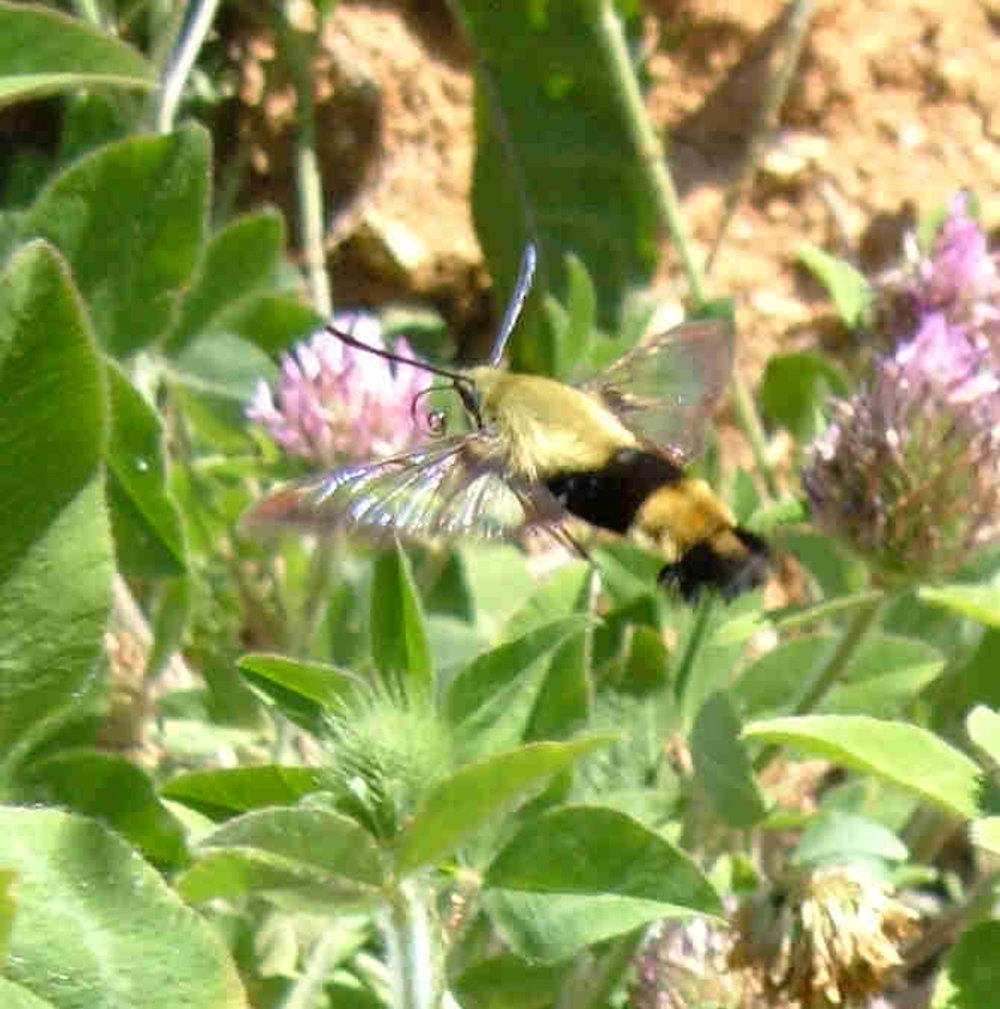
Hemaris diffinis
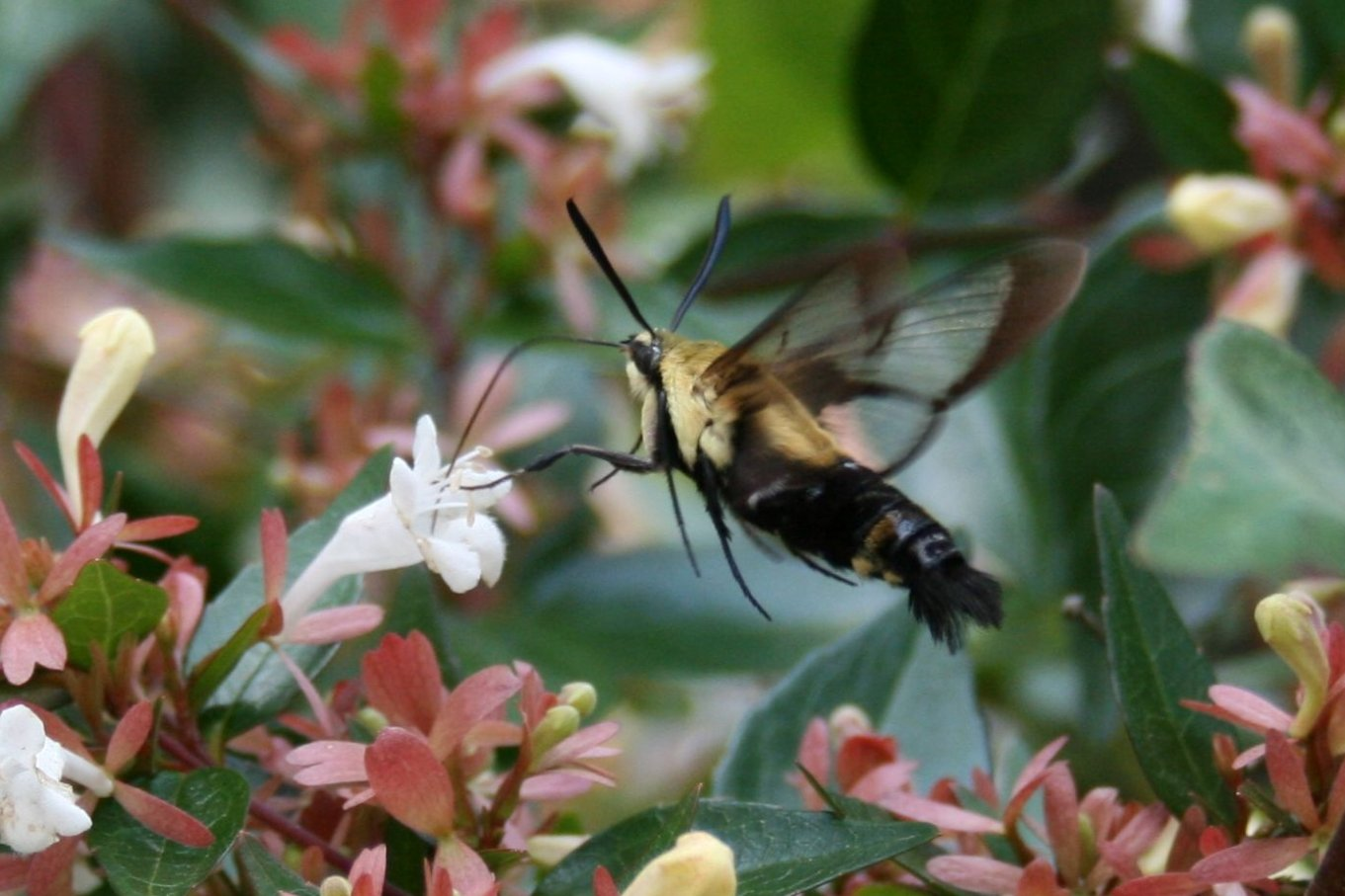
Hemaris diffinis
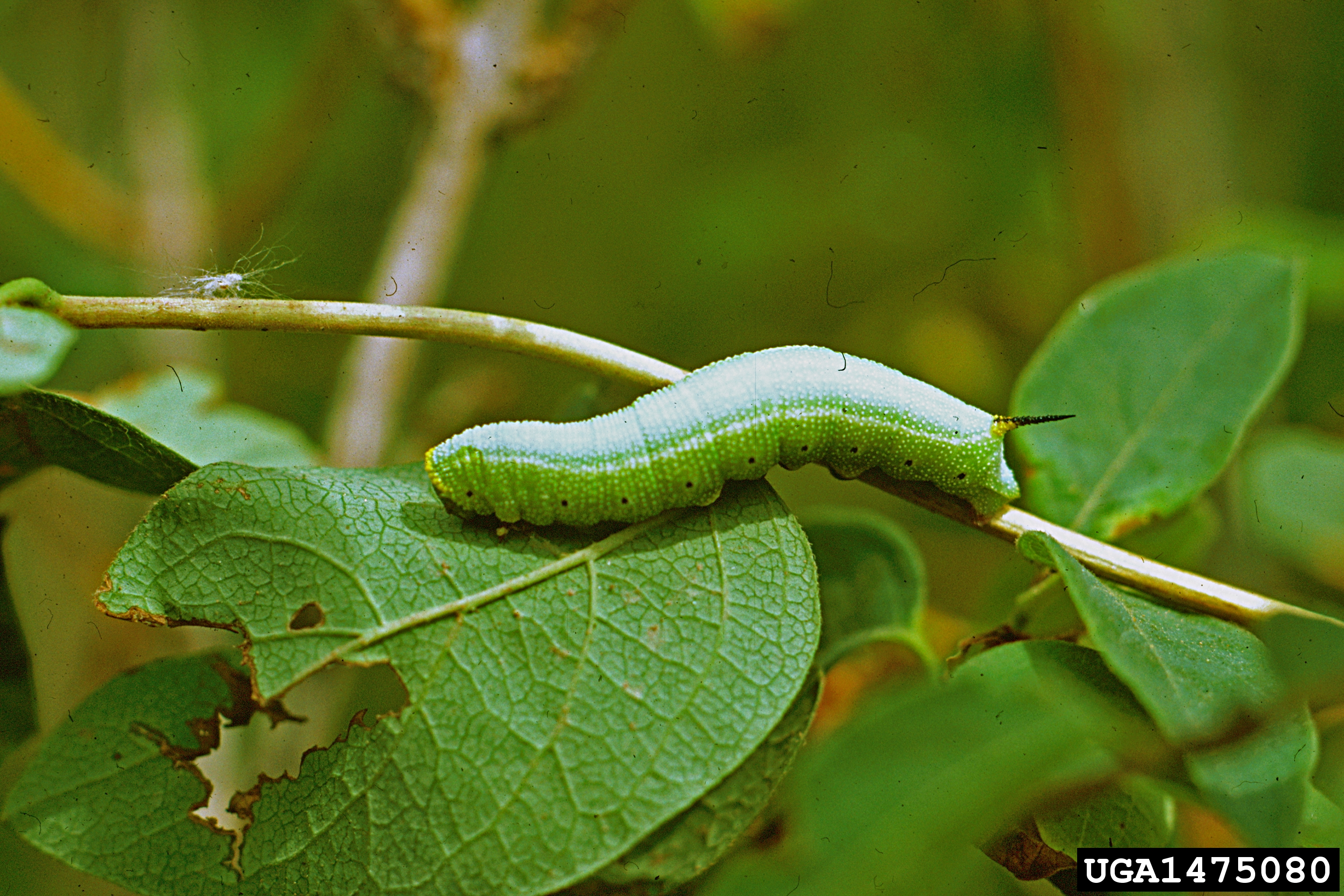
Гусеница